# 第143独立機械化旅団 (ウクライナ陸軍)
第143独立機械化旅団（だい143どくりつきかいかりょだん、ウクライナ語: 143-тя окрема механізована бригада、略称：143 ОМБр）は、ウクライナ陸軍の旅団。北部作戦管区隷下。
2023年2月15日に予備役歩兵旅団として新編後、2023年後半に第143独立歩兵旅団へ改編された。
2025年1月、機械化に伴い、第143独立機械化旅団に改編された。

## 編制
2024年時点の編制は以下のとおりとなる。
- 旅団本部
- 第1強襲大隊
- 第402歩兵大隊
- 第405歩兵大隊
- 第406歩兵大隊
- 第463歩兵大隊
- 第466歩兵大隊